# کلاس‌بندی خودروها

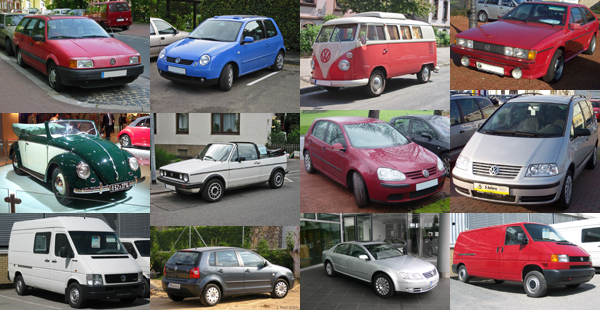
تعدادی از کلاس بندی خودروها

کلاس‌بندی خودروها بر اساس معیارها و پارامترهای مختلفی صورت می‌گیرد که بر اساس کاربردهای متفاوت از خودروها تعریف شده‌اند. اما این کلاس‌بندی‌ها هیچگاه دقیق نبوده و قیاس‌ها گاه نسبی و گاه در تناقض می‌باشد. خودروها بر اساس استانداردها و تعاریف مختلفی طبقه‌بندی می‌شوند که از سوی موسسات، آژانس‌ها و نهادهای مختلف دولتی و خصوصی معتبر ارائه معرفی می‌شوند..
حاضر خودروهای تولید انبوه شرکت‌های بزرگ و معتبر دنیا با توجه به ابعاد و اندازه و همچنین وزن، در ۹ دسته مختلف (Segment A – B – C – D – E – F – G – H – I – J) و ۱۶ زیر مجموعه متفاوت تولید می‌گردند. این کلاس‌ها بر اساس اندازه و نوع کاربری عبارتند از:
- خودروهای فوق کوچک شهری (City Cars)
- خودروهای کوچک (Super mini)
- خودروهای هاچ‌بک (Hatchback)
- خودروهای چند منظوره سایز کوچک (Small MPV)
- خودروهای چند منظوره سایز بزرگ (Large MPV)
- خودروهای سدان و سالون (Sedan & Saloon)
- خودروهای استیشن (Estate & Station Wagon)
- خودروهای کوپه (Coupes)
- خودروهای کراس‌اوور (Crossover)
- خودروهای شاسی‌بلند (SUV)
- خودروهای دو دیفرانسیل (Off Roader & 4×4)
- خودروهای بدون سقف (Cabriolet)
- خودروهای جی‌تی (Grand Tourer & Grand Tourismo)
- خودروهای وانت بار (Pick up Truck)
- ابرخودروها (Super cars)
- خودروهای با کاربری خاص (Special Purpose Vehicle)

## جدول کلی کلاس‌بندی انواع خودروها
| کلاس‌بندی انواع خودروها      |                            |                |                                                                                      |
| طبقه‌بندی آمریکایی           | طبقه‌بندی بریتانیایی        | NCAP اروپایی   | نمونه‌ها                                                                              |
| خودرو بسیار کوچک            | خودرو بسیار کوچک           | خودرو مسافربری | مسراشمیت کی‌آر۲۰۰، اسمارت فورتو                                                       |
| خودرو کامپکت کوچک           | خودرو شهری                 | خودرو مسافربری | رنو توئینگو، فورد کا، فیات ۵۰۰ (۲۰۰۷)، تاتا نانو، سوزوکی آلتو                        |
| خودرو کامپکت کوچک           | سوپرمینی                   | خودرو مسافربری | فورد فیستا، فولکس‌واگن پولو، اوپل کورسا، سیتروئن دی‌اس۳، پژو ۲۰۸                       |
| خودرو کامپکت                | خودرو کامپکت               | خودرو مسافربری | فورد فوکوس، اوپل آسترا، تویوتا آریس، فولکس‌واگن گلف، شورلت کروز                       |
| خودرو سایز متوسط            | خودرو خانواده              | خودرو مسافربری | فورد موندئو، هیوندایی سوناتا، اوپل اینسیگنیا، شورلت ملیبو،                           |
| پایینترین سطح خودروهای لوکس | خودرو شرکتی کوچک           | خودرو مسافربری | آکیورا تی‌اس‌اکس، آلفارومئو ۱۵۹، مرسدس-بنز کلاس-سی، ب‌ام‌و نیو کلاس کوپه، کادیلاک سی‌تی‌اس |
| خودرو سایز بزرگ             | خودرو شرکتی                | خودرو مسافربری | فورد کراون ویکتوریا، هولدن کومودور، شورلت ایمپالا                                    |
| خودرو لوکس سایز متوسط       | خودرو شرکتی                | خودرو مسافربری | لکسوس جی‌اس، ب‌ام‌و سری ۵، جگوار ایکس‌اف، ولوو اس۸۰، کرایسلر ۳۰۰                         |
| خودرو لوکس سایز بزرگ        | خودرو لوکس                 | خودرو مسافربری | آئودی ای۸، مازراتی کواتروپورو، مرسدس-بنز کلاس-اس، تویوتا کراون، کادیلاک دی‌تی‌اس       |
| خودرو اسپورت                | خودرو اسپورت               | خودرو مسافربری | شورلت کوروت، پورشه ۹۱۱، فراری ۴۵۸ ایتالیا، نیسان زد، لامبورگینی گالاردو              |
| خودرو جی‌تی                  | خودرو جی‌تی                 | خودرو مسافربری | جگوار ایکس‌کا، فراری ۶۱۲ اسکاییتی، مازراتی گران‌توریزمو                                |
| خودرو سوپر اسپورت           | سوپر اسپورت                | خودرو مسافربری | بوگاتی ویرون، فراری انزو، پاگانی زوندا                                               |
| خودروی کروکی                | خودروی کروکی               | خودرو مسافربری | ب‌ام‌و سری ۶، مرسدس بنز کلاس-سی‌ال‌کا، ولوو سی۷۰، فولکس‌واگن ای‌اواس، شورلت کامارو         |
| رودستر                      | رودستر                     | رودستر         | آئودی تی‌تی، هوندا اس۲۰۰۰، لوتوس الیزه، مزدا ام‌ایکس-۵، پورشه باکستر،                  |
| -                           | مینی ام‌پی‌وی                | مینی‌ون         | رنو کانگو، پژو پارتنر، فورد تورنیو کانکت، اشکودا رومستر                              |
| -                           | مینی ام‌پی‌وی                | مینی‌ون         | رنو مودس، سیتروئن سی۳ پیکاسو، اوپل ماریوا، هوندا فیت                                 |
| Compact minivan             | کامپکت ام‌پی‌وی، مینی ام‌پی‌وی | مینی‌ون         | رنو سینیک، سیتروئن سی۴ پیکاسو، اوپل زفیرا، فورد سی-مکس، فولکس‌واگن توران              |
| مینی‌ون                      | مینی‌ون                     | مینی‌ون         | رنو اسپیس، پژو ۸۰۷، کرایسلر تاون اند کانتری، فورد گالکسی،                            |
| مینی اس‌یووی                 | Mini 4x4                   | اس‌یووی         | دایهاتسو تریوس، میتسوبیشی پاجرو آی۰، سوزوکی جیمنی، جیپ رانگلر                        |
| کامپکت اس‌یووی               | Compact 4x4                | اس‌یووی         | فورد اسکیپ، هوندا سی‌آر-وی، کیا اسپورتیج، شورلت اکویناکس، جیپ لیبرتی                  |
| -                           | Coupé SUV                  | اس‌یووی         | ایسوزو وهیکراس، ب‌ام‌و ایکس۶                                                           |
| اس‌یووی سایز متوسط           | Large 4x4                  | اس‌یووی         | فورد اکسپلورر، جیپ گرند چروکی، فولکس‌واگن تورگ، شورلت تاهو                            |
| خودرو سایز بزرگ اس‌یووی      | Large 4x4                  | اس‌یووی         | کادیلاک اسکلید، شورولت ساب‌اوربان، رنجرور، تویوتا لندکروزر                            |
| وانت                        | وانت                       | وانت           | شورولت مونتانا، فیات استرادا، فولکس‌واگن گل                                           |
| وانت                        | وانت                       | وانت           | شورلت کلرادو، فورد رنجر، میتسوبیشی تریتون، نیسان فرانتیر                             |
| وانت                        | وانت                       | وانت           | دوج رم، فورد سری-اف، شورلت سیلورادو، نیسان تیتان، تویوتا توندرا                      |
| وانت                        | وانت                       | وانت           | شورلت سیلورادو، فورد سوپر دیوتی، دوج رم                                              |

## خودروهای فوق کوچک شهری (City Cars)
این کلاس از خودروها، کوچک‌ترین نمونه‌های چهار چرخ چند نفره از انواع کلاس‌های بدنه خودرو بوده و مناسب برای استفاده در مسیرهای پرازدحام و باریک داخل شهر است. به همین دلیل طول و عرض خودروهای کوچک شهری بسیار کم بوده و سپرهای عقب و جلوی آنها نیز بسیار کوچک طراحی شده‌است. چرخ‌های کمترین فاصله ممکن با شاسی را داشته تا کمترین پهنا را برای این خودروها به ارمغان آورند. خودروهای فوق کوچک شهری در دسته خودروهای Segment A قرار می‌گیرند.
از بزرگ‌ترین مزایای این خودروها می‌توان به قابلیت پارک کردن ساده اشاره نمود که با توجه به طراحی بدنه بسیار جمع و جور و شکل مکعب شکل و فاصله بسیار کم کابین با شاسی، امکان پارک و دور زدن در کوچک‌ترین فضای ممکن را برای راننده فراهم می‌نماید. بزرگ‌ترین نقطه ضعف این خودروها نیز مربوط به فضای کابین بوده که محیطی محدود را برای راننده و سرنشینان فراهم می‌نماید.
از نمونه خودروهای کلاس بدنه کوچک شهری می‌توان به موارد زیر اشاره کرد:
- فیات (Fiat) مدل ۵۰۰
- اسمارت فورتو (Fortwo)
- فیات پاندا (Panda)

## خودروهای کوچک (Super Mini)
این دسته از انواع کلاس‌های بدنه خودرو از ابعاد بزرگتری نسبت به خودروهای فوق کوچک برخوردار بوده و یکی از متداول‌ترین نمونه‌ها در بازارهای خودروی امروز جهان است. این خودروها در تقسیم‌بندی کلی در دسته خودروهای Segment B قرار می‌گیرند. این خودروها در واقع نمونه‌هایی مابین خودروهای فوق کوچک و خودروهای هاچ بک خانوادگی هستند.
در گذشته نه چندان دور شرکت‌های آسیایی بیشتر به تولید این کلاس از خودرو می‌پرداختند اما در حال حاضر خودروسازان معتبری همچون ب ام و (BMW)، مرسدس بنز (Mercedes Benz) و آئودی (AUDI) نیز به جرگه تولیدکنندگان این کلاس بدنه خودرو پرداخته‌اند. مزایای این خودروها نیز همانند خودروهای فوق کوچک اندازه کوچک و قابلیت مانور در خیابان‌های باریک و شلوغ شهرهای بزرگ بوده و امکان پارک در فضاهای محدود شهری را به راننده می‌دهد. هرچند فضای کابین این خودروها از خودروهای فوق کوچک شهری بیشتر بوده اما هنوز کمبود فضای کافی، بزرگ‌ترین نقطه ضعف خودروهای کوچک به‌شمار می‌آید. از نمونه‌های این کلاس بدنه از خودروها در بازارهای جهانی می‌توان به نمونه‌های زیر اشاره نمود:
- آئودی ای۱
- فورد فیستا (Ford Fiesta)
- اوپل کورسا (Opel Corsa)
- کیا ریو (Kia Rio)

## خودروهای هاچ‌بک (Hatchback)
یکی دیگر از انواع کلاس‌های بدنه خودرو موجود در بازار، خودروهای هاچ‌بک بوده که در تقسیم‌بندی‌های کلی در دسته خودروهای Segmanet A تا Segment B تولید می‌گردد. خودروهای هاچ‌بک خانوادگی بزرگ‌ترین نوع خودرو قبل از ورود به محدود خودروهای سدان یا سالون است و در کنار ابعاد کوچک خودروهای کوچک شهری، فضای داخل کابین بیشتری را در اختیار سرنشینان قرار می‌دهد. مهم‌ترین نکته در قرارگیری یک خودرو در بین خودروهای هاچ‌بک طراحی یک تکه در صندوق عقب و شیشه عقب بوده که به‌صورت یکپارچه جابجا می‌گردند.
از خودروهای مشهور موجود در این کلاس در بازارهای جهانی می‌توان به نمونه‌های زیر اشاره کرد:
- مرسدس-بنز کلاس-آ
- ب‌ام‌و سری ۱
- فورد فوکوس (Ford Focus)
- فولکس‌واگن گلف (Volkswagen Golf)
- هوندا سیویک هاچ‌بک (Honda Civic)
- هیوندای اکسنت هاچ‌بک (Hyundai Accent)
- تویوتا یاریس هاچ‌بک (Toyota Yaris)
- تویوتا پریوس هاچ‌بک (Toyota Prius)
- شورولت اسپارک (Chevrolet Spark)

نقاط ضعف و قوت خودروهای هاچ‌بک مانند خودروهای کوچک شهری بوده و سرنشینان می‌بایست مابین فضای کافی برای سرنشینان و فضای کافی برای محفظه بار تنها یک گزینه را انتخاب نمایند.

## خودروهای چند منظوره سایز کوچک (Small MPV)
اگر به خودرویی کاربردی‌تر و بزرگ‌تر از کلاس بدنه هاج بک نیاز دارید ولی تمایل به خرید خودروهای سدان یا سالون را ندارید، کلاس بدنه خودروهای چند منظوره سایز کوچک می‌توان گزینه‌ای مناسب برای شما به حساب آید. نمونه‌های تولیدی در این کلاس بدنه خودرو طیف وسیعی را شامل بوده و نمونه‌های ارزان قیمتی مانند نیسان نوت (Nissan Note) تا مرسدس بنز کلاس B لوکس را شامل می‌گردد. از تفاوت‌های این خودرو با نمونه‌های هاچ بک می‌توان به افزایش ارتفاع صندلی راننده و سرنشینان اشاره کرد که علاوه بر فراهم نمودن دید وسیع تر نسبت به خودروهای هاچ بک، ورود و خروج به خودرو را نیز تسهیل می‌نماید.
از نقطه ضعف کلاس بدنه خودروهای چند منظور سایز کوچک می‌توان به قیمت بالاتر و عملکرد نسبتاً برابر با خودروهای هاچ بک اشاره نمود. از خودروهای مطرح موجود در این کلاس می‌توان از نمونه‌های زیر نام برد:
- نیسان نوت
- مرسدس-بنز کلاس-بی
- ب‌ام‌و آی۳
- نیسان لیف (Nissan Leaf)
- کیا سول (Kia Soul)

## خودروهای چند منظوره سایز بزرگ (MPV)
خودروهای MPV سایز بزرگ، نمونه‌هایی هستند بزرگ و جادار و کاربردی که فضای کافی را برای استفاده‌های خانوادگی برای راننده و سرنشینان فراهم می‌نمایند. این خودروها معمولاً در دو گونه سایز متوسط و سایز بزرگ به بازار عرضه می‌گردند. نمونه‌های سایز متوسط مجهز به ۵ صندلی بوده و نمونه‌های بزرگ‌تر قابلیت حمل ۷ سرنشین را در اختیار خریداران قرار می‌دهند. خودروهای MPV سایز بزرگ تجربه رانندگی شبیه خودروهای سدان و کوچکتر را برای راننده و سرنشینان ایجاد کرده و با وجود فضای جادار و بزرگ کابین، هزینه‌های جانبی و مصرف سوخت پایین‌تری نسبت به نمونه‌های شاسی بلند دارند.
از نقطه ضعف کلاس بدنه خودروهای چند منظور سایز بزرگ همانند خودروهای MPV سایز کوچک، می‌توان به قیمت بالاتر و عملکرد نسبتاً برابر با خودروی پایه ساخته شده بر اساس آن اشاره نمود. نقطه ضعف دیگر این خودروها نیز مربوط به جلوه ظاهری بوده که معمولاً زیبایی چندانی در طراحی آن دیده نمی‌شود. از خودروهای مطرح موجود در این کلاس می‌توان به نمونه‌های زیر اشاره کرد:
- فورد گالکسی (Ford Galaxy)
- رنو اسپاس (Renault Espace)
- سیتروئن سی۴
- تویوتا سینا (Toyota Sienna)
- کیا سدونا (Kia Sedona)
- نیسان کوئست (Nissan Quest)

## خودروهای سدان یا سالون (Sedan & Saloon)
خودروهای سدان یا سالون یکی دیگر از انواع کلاس‌های بدنه خودرو بوده که به نام صندوق دار نیز شناخته می‌شود. خودروهای سدان در سایزها و اندازه‌های مختلف و توسط بیشتر شرکت‌های خودروسازی جهان تولید و طراحی می‌گردند. خودروهای سدان دارای سه بخش مجزا در بدنه (دماغه، کابین، صندوق عقب) هستند. خودروهای سدان یا صندوق دار در انواع مختلف مانند نمونه‌های سایز کوچکی مانند مرسدس بنز کلاس C تولید شده و تا خودروهای بسیار بزرگی مانند ب ام و سری ۷ و مرسدس بنز کلاس S ادامه پیدا می‌کند.
فاصله بیشتر دو محور عقب و جلویی موجب آن شده که فضای بیشتری نسبت به خودروهای هاچ بک برای بدنه منظور شده و به همین دلیل سرنشینان این کلاس بدنه از خودروها از راحتی بیشتری در حین جابجایی برخوردار هستند. از نمونه‌های مطرح این خودروها در بازارهای جهانی می‌توان به نمونه‌های زیر اشاره نمود:
- ب‌ام‌و سری ۳ – (سایز کوچک)
- مرسدس-بنز کلاس-سی – (سایز کوچک)
- آئودی ای۴ سدان – (سایز کوچک)
- پژو ۴۰۸ – (سایز کوچک)
- شورولت مالیبو (Chevrolet Malibu) – (سایز متوسط)
- فورد فیوژن (Ford Fusion) – (سایز متوسط)
- سوبارو لگاسی (Subaru Legacy) – (سایز متوسط)
- ب‌ام‌و سری ۵ – (سایز متوسط)
- مرسدس-بنز کلاس-ئی – (سایز متوسط)
- ب‌ام‌و سری ۷ – (سایز بزرگ)
- فورد تاروس (Ford Tarus) – (سایز بزرگ)
- دوج چارجر (Dodge Charger) – (سایز بزرگ)
- مرسدس-بنز کلاس-اس – (سایز بزرگ)
- کادیلاک ایکس‌تی‌اس – (سایز بزرگ)

## خودروهای استیشن (Station wagon & Estate)
یکی دیگر از انواع کلاس‌های بدنه خودرو، کلاس بدنه خودروهای استیشن است. این خودروها معمولاً بر اساس نمونه‌های سدان یا هاچ بک ساخته شده و تنها تفاوت آن با آنها، طول بیشتر بدنه و کابین است. این خودروها با توجه به یکپارچه شدن در صندوق عقب و شیشه عقب، فضای بیشتری را برای حمل بار در اختیار سرنشینان قرار می‌دهند. از نمونه‌های مطرح کلاس بدنه استیشن در بازارهای جهانی می‌توان به نمونه‌های زیر اشاره کرد:
- ولوو وی۶۰ (Volvo V60)
- آئودی ای۶ آوانت (Audi A6 Avant)
- مرسدس-بنز کلاس-ئی استیشن (Mercedes Benz E-Class Station)
- فولکس‌واگن گلف Alltrack
- آئودی ای۶ آلرود کواترو

## خودروهای کوپه (Coupes)
خودروهای کلاس بدنه کوپه نمونه‌هایی اسپرت و پرقدرت بوده و در دو گونه دو در و چهار در تولید می‌گردند.

### خودروهای کوپه دو در
خودروهای کوپه دو در یکی دیگر از انواع کلاس‌های بدنه خودرو هستند که از سالیان گذشته در بازار ایران حضور داشته‌اند. خودروهای کوپه در واقع نمونه‌هایی تغییر یافته از نمونه‌های سدان و صندوق دار بوده که از سقف فلزی سود می‌برند. مرسدس بنز کلاس E و آئودی TT دو نمونه از بهترین خودروهای موجود در این کلاس هستند که نسبت به مدل‌های سدان از قابلیت‌های دینامیکی بالاتری برخوردار شده‌اند. این خودروها معمولاً دارای دو ردیف صندلی بوده ولی صندلی‌های ردیف دوم فضای بسیار محدودی داشته و تنها مناسب افراد با جثه کوچک یا کودکان هستند.
از نمونه‌های مطرح خودروهای کوپه دو در، در بازارهای جهانی می‌توان به نمونه‌های زیر اشاره نمود:
- پورشه ۷۱۸ کیمن (Porsche 718 Cayman)
- شورلت کوروت (Chevrolet Corvette)
- شورلت کامارو (Chevrolet Camaro)
- آلفا رومئو ۴سی

### خودروهای کوپه چهار در
بزرگ‌ترین نقطه ضعف خودروهای سدان یا صندوق دار نسبت به خودروهای کوپه، جذابیت ظاهری کمتر آنها بود. اما هیچ خودروی کوپه دو دری کاربری در حد خودروهای سدان را نداشت. به همین دلیل شرکت‌های خودروسازی یک نمونه جدید را به انواع کلاس‌های بدنه خودرو اضافه نموده که علاوه بر جذابیت ظاهری بالا، فضای نزدیک به خودروهای سدان را در اختیار سرنشیان قرار می‌داد. تفاوت ظاهری خودروهای کوپه چهار در با نمونه‌های سدان نیز تنها به مواردی مانند شیب و انحنای سقف محدود می‌گردد.
علاوه بر جذابیت ظاهری، فضای کابین این نوع از خودروهای کوپه نیز بیشتر بوده و می‌توان از این نوع خودروها، به عنوان خودروهای قابل استفاده روزمره نیز استفاده نمود. اما با توجه به شیب بیشتر سقف، سرنشینان در بخش محل قرارگیری سر با اندکی محدودیت نسبت به خودروهای سدان و صندوق دار مواجه هستند. از خودروهای مطرح موجود در این کلاس بدنه می‌توان به نمونه‌های زیر اشاره نمود:
- ب‌ام‌و سری ۶ گرن کوپه
- مرسدس-بنز کلاس-سی‌ال‌اس
- آئودی ای۷
- مازراتی کواتروپورته (Maserati Quttroporte)

## خودروهای کراس‌اوور (Crossover)
یکی از جدیدترین انواع کلاس‌های بدنه خودرو، خودروهای کراس‌اوور هستند. این خودروها در واقع نمونه‌های هاچ‌بک با سایز بزرگ‌تر بوده که شکل و شمایلی مانند خودروهای شاسی‌بلند (SUV) دارند. بر خلاف خودروهای شاسی‌بلند، خودروهای کلاس بدنه کراس‌اوور توانایی چندانی در مسیرهای خاکی و خارج از جاده نداشته ولی با توجه به مصرف پایین، قابلیت‌های بیشتری در هنگام عبور از جاده‌های عادی و بزرگراهی دارند. خودروهای کراس اوور همانند خودروهای MPV از ارتفاع بلندتری نسبت به نمونه‌های هاچ‌بک برخودار بوده و دید راننده و سرنشینان به جاده و همچنین پیاده و سوار شدن به آنها برای کودکان و افراد سالمند ساده‌تر است.
از نقطه ضعف‌های خودروهای کراس‌اوور نیز می‌توان به مصرف سوخت بیشتر نسبت به خودروهای مشابه در کلاس بدنه هاچ‌بک اشاره کرد. از مشهورترین خودروهای کراس‌اوور موجود در بازارهای جهانی می‌توان به نمونه‌های زیر اشاره نمود:
- هوندا اچ‌آر-وی
- بیوک انکور (Buick Encore)
- مزدا سی‌ایکس-۳
- فیات ۵۰۰ایکس

## خودروهای شاسی‌بلند (SUV)
یکی از محبوب‌ترین انواع کلاس‌های بدنه خودرو در چند سال گذشته خودروهای شاسی‌بلند است. بین خودروهای شاسی‌بلند (SUV) و خودروهای کراس‌اوور (Crossover) تفاوت چندانی وجود نداشته و می‌توان خودروهای کراس‌اوور را به نوعی نمونه‌های شاسی‌بلند کوچک به حساب آورد. اما در مجموع، خودروهای شاسی‌بلند از ابعاد بزرگ‌تری نسبت به خودروهای کراس‌اوور برخوردار بوده و نیروی تولیدی موتور و همچنین قابلیت‌های عبور از جاده‌های خاکی و مسیرهای خارج از جاده آنها نیز بیشتر از خودروهای کراس‌اوور است.
از دیگر موارد برتری خودرهای شاسی‌بلند می‌توان به کابین بزرگ‌تر و فضای بیشتر برای محفظه حمل بار اشاره نمود. البته به دلیل حجم بیشتر مصرف سوخت خودروهای شاسی‌بلند به مراتب بیشتر از خودروهای کراس‌اوور بوده که این مسئله یکی از نقاط ضعف این کلاس بدنه از خودروها به حساب می‌آید. البته توانایی‌های خارج از جاده این خودروها نسبت به نمونه‌های دو دیفرانسیل (۴×۴) کمتر بوده و معمولاً به امکانات اضافی مخصوص عبور از مسیرهای سخت و کوهستانی مجهز نشده‌اند. این خودروها معمولاً قابلیت حمل ۷ سرنشین را نیز به خریداران ارائه نموده و کابینی راحت و سواری نرم را برای سرنشینان به ارمغان می‌آورند. از نمونه‌های مطرح این کلاس بدنه در بازارهای جهانی می‌توان به نمونه‌های زیر اشاره نمود:
- مرسدس-بنز کلاس-جی‌ال‌اس
- ب‌ام‌و ایکس۵
- اینفینیتی کیوایکس۷۰
- مازراتی لوانته (Maserati Levante)

### خودروهای شاسی‌بلند کوپه
در کلاس خودروهای شاسی‌بلند به تازگی نمونه‌های جدیدی نیز طراحی شده که به خودروهای شاسی‌بلند کوپه (SUV Coupe) مشهور هستند. این خودروها با استفاده از سقف‌های شیب دار مانند خودروهای کوپه طراحی شده و در کنار عملکرد بالاتر و سرعت و شتاب بیشتر، فضای کمتری را در داخل کابین در اختیار راننده و سرنشینان قرار می‌دهند. از نمونه‌های خودروهای شاسی‌بلند کوپه موجود در بازار می‌توان به ب‌ام‌و ایکس۶ و مرسدس-بنز کلاس-جی‌ال‌ئی کوپه و پورشه ماکان اشاره نمود.

## خودروهای دو دیفرانسیل (Off Roader & 4×۴)
یکی دیگر از انواع کلاس‌های بدنه خودرو، خودروهای دو دیفرانسیل مخصوص جاده‌های خاکی نوعی از کلاس بدنه خودرو بوده که سالیان سال است در خط تولید بیشتر شرکت‌های خودروسازی معتبر جهان قرار دارد. اگر محل زندگی یا کار شما در نقاطی دور افتاده و صعب العبور واقع شده باشد، این نوع از انواع کلاس‌های بدنه خودرو نمونه مناسب برای شما خواهد بود. این خودروها با توجه به قدرت و گشتاور بسیار بالا، مصرف سوخت زیادی داشته و تنها در صورتی مناسب شما خواهند بود که از طرفداران سرسخت سفر در مسیرهای خاکی و کوهستانی باشید. از نمونه‌های مشهور این کلاس بدنه از خودرو در بازارهای جهانی می‌توان به نمونه‌های زیر اشاره نمود:
- لندروور دیسکاوری (Land Rover Discovery)
- کادیلاک اسکالید (Cadillac Escalade)
- لینکلن نویگیتور (Lincoln Navigator)
- مرسدس-بنز کلاس-جی

## خودروهای بدون سقف (Cabriolet)
یکی از جذاب‌ترین انواع کلاس‌های بدنه خودرو قابل تردد در جاده‌ها و خیابان‌های عادی نمونه‌های بدون سقف (Cabriolet) بوده که با توجه به نبود سقف ظاهر بسیار زیبایی را برای خودرو رقم می‌زند. خودروهای کابریولت یا بدون سقف در واقع خودروهای کوپه‌ای بوده که سقف فلزی ثابت آنها برداشته شده و به جای آن پوششی از جنس پارچه یا فلز با قابلیت جمع شدن قرار داده شده‌است.
بزرگ‌ترین حسن این خودروها همان‌طور که اشاره شد ظاهر بسیار زیبا و جذاب آن بوده که شخصیتی اسپرت را برای آن ایجاد می‌نماید. این خودروها در دو نوع دو سرنشین و چهار سرنشین تولید می‌گردند.
از خودروهای مطرح بدون سقف در بازارهای جهانی می‌توان به نمونه‌های زیر اشاره نمود:
- پورشه باکستر (Porsche Boxter)
- مزدا ام‌ایکس-۵ میاتا (Mazda MX-5 Miata)
- ب‌ام‌و زد۴
- شورولت کامارو ZL1

به نمونه‌هایی از خودروهای بدون سقف که تنها در مدل دو سرنشین تولید می‌شوند، [9رودستر]] (Roadster) نیز گفته می‌گردد.

## خودروهای جی‌تی (GT) یا Grand Tourer
یکی دیگر از انواع کلاس‌های بدنه خودرو بسیار خاص و جذاب، کلاس بدنه GT است. خودروهای جی‌تی در واقع خودروهای کوپه در سایز بسیار بزرگ و کشیده بوده که با قیمتی بسیار بالا و تجهیزاتی بسیار لوکس به بازارهای جهانی عرضه می‌گردند. با توجه به ابعاد بزرگ‌تر نسبت به خودروهای کوپه، فضای کابین بیشتر بوده و صندلی‌های عقبی فضای مناسب و جاداری را برای سرنشینان فراهم می‌کنند. اما خودروهای جی‌تی از لحاظ فضای قابل استفاده کابین، در مکانی پس از خودروهای سدان سایز بزرگ قرار می‌گیرند.
پیشرانه‌های مورد استفاده در این دست خودروها بسیار قوی بوده و با استفاده از موتورهای خورجینی پرقدرت ۸ سیلندر و ۱۲ سیلندر خورجینی، نیرو و گشتاوری بسیار بالا را تولید می‌نمایند. اما این موتورها بسیار پر مصرف بوده و در نتیجه این خودروها از لحاظ آلایندگی و مصرف سوخت در مکانی پایین‌تر از خودروهای سدان و شاسی‌بلند قرار می‌گیرند. از نمونه‌های مطرح این خودروها در بازارهای جهانی می‌توان به خودروهای ذکر شده در فهرست زیر اشاره کرد:
- بنتلی کانتیننتال جی‌تی (Bentley Continental GT)
- رولز-رویس داون (Rolls-Royce Dawn)

## خودروهای وانت بار (Pick Up Truck)
یکی دیگر از انواع کلاس‌های بدنه خودرو که عملکردی بسیار کاربردی دارد، خودروهای وانت بار یا پیک آپ تراک هستند. از ابتدای اختراع خودرو، این کلاس نیز در خط تولید قرار گرفت و به مناسب‌ترین وسیله برای حمل و نقل بارهای کوچک و متوسط تبدیل گشت. وانت بارها در انواع و اقسام سایزها و توانایی‌ها تولید می‌گردند.
این کلاس از خودرو شامل قوی‌ترین خودروهای تولیدی جهان بوده و به عنوان مثال نمونه‌هایی مانند شورولت سیلورادو (Chevrolet Silverado) مدل ۳۵۰۰HD توانایی یدک‌کشی بارهایی به وزن ۱۰٫۵ تن را دارندو حتی خودروسازان لوکسی مانند ب ام و نیز دست به طراحی و تولید نمونه‌هایی در این کلاس خودرو زده‌اند. از مشهورترین وانت بارهای موجود در بازارهای جهانی می‌توان به نمونه‌های زیر اشاره کرد:
- جمس کنیون (GMC Canyon)
- هوندا ریج‌لاین (Honda Ridgeline)
- شورلت کلرادو (Chevrolet Colorado)
- تویوتا تاکوما (Toyota Tacoma)

## ابرخودروها (Super Cars)
ابرخودروها خاص‌ترین نمونه‌ها در بین انواع کلاس‌های بدنه خودرو هستند. این خودروها با موتورهای بسیار قدرتمند و حجیم توانایی تولید نیروهایی بالای ۱٫۰۰۰ اسب بخار را داشته و به دلیل مصرف و آلایندگی بسیار بالا، کمتر توانایی حرکت در خیابان‌های عادی شهرها را دارند. از جمله این خودروها می‌توان به بوگاتی شیرون (Bugatti Chiron)، فورد GT، پاگانی هوایرا (Pagani Huayra) و هنسی ونوم (Hennessey Venom)، فراری لافراری (Ferrari LaFerrari) و لامبورگینی اونتادور (Lamborghini Aventador) و مک لارن ۷۲۰S اشاره کرد.
این خودروها با شتابی کمتر از ۴ ثانیه از حالت سکون به سرعت ۱۰۰ کیلومتر در ساعت رسیده و با توانایی رسیدن به سرعت‌های بالای ۳۰۰ کیلومتر، سریع‌ترین خودروهای جهان به حساب می‌آیند.

## خودروهای با کاربری خاص (Special Purpose Vehicles)
متفاوت‌ترین نمونه در انواع کلاس‌های بدنه خودرو، خودروهای SPV یا خودروهای با کابری ویژه هستند. این خودروها همان‌طور که از نام آنها آشکار بوده برای کاربری‌های خاص و ویژه طراحی و ساخته شده‌اند. از رایج‌ترین خودروهای SPV می‌توان به انواع خودروهای کشیده یا لیموزین (Limousine) اشاره کرد که برای کاربردهای تشریفاتی ساخته شده‌است. خودروهای لیموزین بر پایه مدل‌های لوکس شرکت‌های معتبر ساخته شده و با افزوده شدن بر طول خودرو و اضافه شدن تجهیزات خاص، محیطی همانند هتل‌های ۵ ستاره یا کابین جت‌های خصوصی را برای سرنشینان فراهم می‌کنند. از مشهورترین خودروهای لیموزین موجود در بازارهای جهانی می‌توان به نمونه‌های زیر اشاره کرد:
- رولز رویس فانتوم (Rolls Royce Phantom)
- مرسدس مای‌باخ (Maybach) مدل S600
- لینکلن MKT

از دیگر خودروهای خاص می‌توان به نمونه‌های مخصوص سران کشورهای اشاره کرد که با استفاده از تجهیزات ایمنی بسیار پیشرفته، قابلیت تحمل حملات راکت و بمب را نیز دارند.